# Jan Naumiuk
Jan Naumiuk (ur. 24 listopada 1932 w Janowie Podlaskim, zm. 6 września 2014) – polski historyk, profesor nauk humanistycznych.

## Życiorys
W 1956 roku ukończył studia w Wyższej Szkole Pedagogicznej w Gdańsku. Doktoryzował się w 1965 na Uniwersytecie Jagiellońskim, zaś habilitację uzyskał w 1977 roku. Początkowo pracował w Archiwum Państwowym w Kielcach, gdzie pełnił funkcję dyrektora i kustosza (1963–1964), natomiast od 1970 roku związany był z Wyższą Szkołą Inżynierską w Kielcach, przekształconą następnie w Politechnikę Świętokrzyską. Przez dwadzieścia lat był dyrektorem Instytutu Nauk Społecznych (1970–1990), zaś w 1990 roku objął kierownictwo Katedry Nauk Humanistycznych. W 1984 roku objął stanowisko profesora nadzwyczajnego, a w 1994 – profesora zwyczajnego. W latach 1984–1989 był nadto członkiem Komitetu Nauk Politycznych PAN, zaś od 1988 do 1990 przewodniczył Okręgowej Komisji Badania Zbrodni Hitlerowskich w Kielcach.
Uczeń Józefa Buszko i Stanisława Kalabińskiego. Specjalizował się w najnowszej historii Polski. Zajmował się ruchami społeczno-politycznymi (ze szczególnym uwzględnieniem ruchu robotniczego) oraz historią społeczno-gospodarczą Kielecczyzny i walkami niepodległościowymi prowadzonymi na tym terenie. Autor haseł w Polskim Słowniku Biograficznym i Słowniku biograficznym działaczy polskiego ruchu robotniczego. Był członkiem Polskiego Towarzystwa Historycznego (od 1960), Polskiego Towarzystwa Nauk Politycznych (od 1976) i Kieleckiego Towarzystwa Naukowego (od 1962). Odznaczony został m.in. Krzyżem Kawalerskim Orderu Odrodzenia Polski, Złotym i Srebrnym Krzyżem Zasługi oraz Medalem Komisji Edukacji Narodowej.

## Wybrane publikacje
- Walka KPP o jednolity front klasy robotniczej i front ludowy na Lubelszczyźnie w latach 1934–1938, Lublin 1959
- Z dziejów KPP na Lubelszczyźnie. 1929–1933, Lublin 1960
- Początki władzy ludowej na Kielecczyźnie 1944–1947, Lublin 1969
- Z dziejów związków zawodowych na Kielecczyźnie 1944–1949, Warszawa 1969
- Robotnicze Kielce. 1918–1939, Łódź 1972
- Klasowy ruch zawodowy metalowców w Zagłębiu Staropolskim w latach 1918–1939, Łódź 1975
- Polska Partia Robotnicza na Kielecczyźnie, Warszawa 1976
- Zarys problemów ruchu zawodowego w Polsce Ludowej w latach 1944–1949, Warszawa 1981
- Na początku trudnej drogi. Ruch zawodowy w Polsce Ludowej w latach 1944–1949, Kielce 1985
- Ruch robotniczy na Kielecczyźnie do 1948 roku, Warszawa 1986